# Enrique Fuentes Quintana
Enrique Fuentes Quintana (Carrión de los Condes, 13 de diciembre de 1924 - Madrid, 6 de junio de 2007) fue un economista español de la segunda mitad del siglo XX que tuvo mayor influencia académica y social, no solo en el campo de la hacienda pública sino también en el de la política.

## Biografía
Nació en Carrión de los Condes, provincia de Palencia. Su padre, Cristóbal Fuentes Valdés, era abogado del Sindicato católico agrario. Sus primeras enseñanzas las recibió en el colegio de los Maristas de Carrión. El bachillerato lo realizó en Valladolid y en Madrid. Comenzó la carrera de Derecho en la Universidad de Madrid, en 1942 y dos años después, Económicas, coincidiendo con el momento de creación de esta carrera. Se doctoró en la Facultad de Derecho en 1948 con una tesis sobre "La teoría keynesiana" y en Ciencias Políticas y Económicas (1956) con la tesis "Un ensayo de metodología económica". En ese mismo año consigue la cátedra de Economía Política y Hacienda Pública de la Universidad de Valladolid (1956-1958) y posteriormente la cátedra de Hacienda Pública y Derecho Fiscal en la Facultad de Ciencias Políticas, Económicas y Comerciales de la Universidad Complutense de Madrid (1958-1978), también fue catedrático de Economía Aplicada de la Universidad Nacional de Educación a Distancia (UNED) (1978-1990) y profesor emérito de esta misma Universidad desde 1990. Falleció el 6 de junio de 2007 en Madrid.
Estuvo ligado al grupo de economistas del diario Arriba. En la Administración Pública, además de Técnico Comercial del Estado desde 1951, fue director del Servicio de Estudios del Ministerio de Comercio y de la prestigiosa revista Información Comercial Española de 1958 a 1970. De ahí pasó a ser director del Instituto de Estudios Fiscales y director de Hacienda Pública Española (1970-1978) y otras publicaciones de dicho Instituto.
En 1972, durante su presidencia del Instituto de Estudios Fiscales, se elaboró un informe sobre una futura reforma fiscal, que adaptara el sistema fiscal español a los principios de los países occidentales. En 1973, este informe fue presentado por el propio Fuentes y por el ministro de Hacienda Alberto Monreal Luque a Francisco Franco, en el palacio del Pardo, que aunque fue aparentemente bien recibido, provocó el cese fulminante del ministro y el olvido más profundo para el proyecto de reforma fiscal, que no se retomaría hasta la llegada de la democracia.
Fue también director general de la Fundación Fondo para la Investigación Económica y Social (FIES) de las Cajas de Ahorros Confederadas (1979-1995), y de las revistas Papeles de Economía Española, Perspectivas de Sistema Financiero, Economía de las Comunidades Autónomas y Cuadernos de Información Económica. Fue Presidente de la Fundación Santa María la Real-Centro de Estudios del Románico (1996-2002), tras lo cual pasó a ser Presidente de Honor, cargo que ejerció hasta su fallecimiento.

### Actividad política
En junio de 1977 fue nombrado senador por designación real. Tras las elecciones generales, el 15 de junio de 1977, se constituyó el tercer gobierno de la monarquía, bajo la presidencia de Adolfo Suárez en el que fue nombrado Vicepresidente segundo para Asuntos Económicos; permaneció en el gobierno hasta su dimisión el 23 de febrero de 1978.
La primera actuación pública de Fuentes Quintana como ministro de Economía fue una intervención en televisión española, tres días después de su nombramiento, en horario de máxima audiencia. La prensa hizo un gran seguimiento de dicha intervención. En ella puso de manifiesto que había accedido a su puesto solo por la delicada situación económica y social que vivía el país en esos momentos. Los principales problemas planteados eran inflación, paro y déficit exterior. Para su solución pedía la colaboración responsable de todos los grupos y partidos políticos.
Desde su puesto de vicepresidente económico llevó a cabo el Programa de Saneamiento y Reforma Económica acordado por las fuerzas democráticas en los Pactos de la Moncloa así como una profunda reforma fiscal que proporcionó a la Hacienda Española la equidad y la eficacia que el sistema democrático recién estrenado requería y la modernizó con arreglo al modelo dominante en el resto del mundo occidental.

## Distinciones

### Premios
Obtuvo numerosos premios y distinciones:
- Premio Príncipe de Asturias de Ciencias Sociales (1989).
- Premio Rey Jaime I de Economía (1993).
- Premio de Ciencias Sociales y Humanidades de Castilla y León (1994).
- Premio de Economía de Castilla y León Infanta Cristina (1995).
- Premio Rey Juan Carlos I de Economía (1998).
- Medalla de Oro de la Fundación Santa María la Real (Póstuma - 2007)

### DoctorHonoris Causa
- Universidad de Valladolid (1990)
- Universidad de Oviedo (1991)
- Universidad de Sevilla (1993)
- Universidad de Castilla-La Mancha (1995)
- Universidad de Zaragoza (1995)
- Universidad de Santiago de Compostela (1996)
- Universidad de Alcalá de Henares (1996)

Estaba en posesión de la Gran Cruz de Alfonso X El Sabio, la Gran Cruz de la Orden de Carlos III, la Gran Cruz del Mérito Civil y la Gran Cruz de Enrique el Navegante.

## Obras
Entre sus obras destacan:
- El desarrollo económico en España (1973).
- Los principios de la imposición española y los problemas de su reforma (1975).
- La reforma fiscal y los problemas de la Hacienda Pública Española (1989).
- Las reformas tributarias en España.Teoría, historia y propuestas (1990).
- De peores hemos salido. Una aproximación a nuestra historia económica reciente (1993).
- Economía y Economistas Españoles (coord.). 9 volúmenes (1999).

| Predecesor: Alfonso Osorio García | Vicepresidente segundo del Gobierno de España 1977-1978 | Sucesor: Fernando Abril Martorell |
| Predecesor: Eduardo Carriles      | Ministro de Economía de España 1977-1978                | Sucesor: Fernando Abril Martorell |